# Trefusia filicauda
Trefusia filicauda är en rundmaskart som beskrevs av Allgen 1933. Trefusia filicauda ingår i släktet Trefusia och familjen Trefusiidae. Inga underarter finns listade i Catalogue of Life.